# 蒲淑兰
蒲淑兰（英語：Susan M. Puska，？—），女，美国陸軍退役上校，美国驻华大使馆原陸軍武官及陆军副武官，中方曾指控其犯下非法窃密案。

## 生平
蒲氏於1992年至1994年間擔任駐華陸軍副武官，1996年至1999年間於美國陸軍部國際事務副次長室區域整合評估處擔任亞太主任兼中國科科員，1999年至2000年間於美國陸軍戰爭學院國安戰略系所擔任亞洲研究主任，2001至2003年擔任美國駐華使館陸軍武官，2005年以上校階級退役
2015年4月15日，广东省国家安全工作领导小组办公室在广州毛泽东同志农民运动讲习所旧址纪念馆大成殿举行广东省国家安全教育基地揭牌暨国家安全教育展开幕仪式，展期从2015年4月15日到2015年5月31日。在此次展览上，聲稱蒲淑兰於美國駐華大使館陸軍副武官任內犯下非法窃密案，惟蒲氏本人否認。